# Fremona
Fremona era uma cidade na Etiópia setentrional, localizada na atual região do Tigré. Foi a base dos missionários católicos na Etiópia durante os séculos XVI e XVII. Segundo Bernhard Lindahl, Fremona corresponderia à atual localidade de Endiet Nebersh, a 10 quilômetros de Aduá. 
Originalmente chamava-se "Maigoga" (mai, Tigrínia "água," e guagua, "ruidosa") devido aos dois córregos pedregosos que atravessam a localidade. Os Jesuítas lá enviados pelo imperador Menas a rebatizaram em homenagem a São Frumêncio (Fremonathos, em geez), que convertera os reis de Axum ao cristianismo no século IV. Foi também aí que faleceu e foi enterrado o bispo André de Oviedo em 1577, tendo sendo túmulo se convertido em local de culto para os católicos locais.
Em 1624 foi visitada pelo Jesuíta Manuel de Almeida que descreveu pormenorizadamente a qualidade de suas construções e a segurança de sua fortaleza em sua obra "História de Ethiópia, a Alta, ou Abassia", publicada em 1660, em Coimbra .
Em 1634 tornou-se o local de exílio da hierarquia católica da Etiópia depois que o imperador Fasiladês restaurou o caráter oficial da tradicional Igreja Ortodoxa Etíope. A cidade teria naquele momento aproximadamente 400 habitantes, segundo Jerônimo Lobo.
Não se tem notícia do destino subseqüente da cidade, abandonada após o banimento definitivo do catolicismo no país, por volta de 1665, salvo um registro de taxação datado de 1697, em que a cidade é citada com seu antigo nome de Maigoga.